# Tipo AM
El Tipo AM fue una subclase de submarinos portaaviones operativos en la Armada Imperial Japonesa durante la Segunda Guerra Mundial, capaces de transportar dos hidroaviones de ataque. Se fabricaron dos unidades, siendo desguazadas otras dos previamente a su finalización. 

## Historial
El diseño de los Tipo AM estaba basado en el de los Tipo A2, pero se modificaron para poder equipar dos hidroaviones en su hangar. Este ocupaba la línea de crujía, ligeramente desplazado en diagonal hacia estribor por la popa, y debido a su mayor longitud obligó a desplazar a babor la torre de la vela, de un modo análogo al empleado en los Clase I-400. Los aparatos equipados coincidían también con los de esta otra clase de submarinos, tratándose de Aichi M6A Seiran.
El armamento antiaéreo era relativamente pesado si se compara con el habitualmente instalado en un submarino, pues consistía en siete cañones automáticos Tipo 96 de 25 mm, seis de ellos en dos baterías triples, y el último, libre. Asimismo, la autonomía de los Tipo AM era realmente digna de consideración, pues era de 21.000 millas náuticas desplazándose a 16 nudos, siendo casi capaces de circunnavegar el globo terrestre sin repostar.
| Submarino | Iniciado  | Botado     | Completado | Hundido   |
| I-1       | 24-6-1943 | 10-6-1944  | ---        | 18-9-1945 |
| I-13      | 4-2-1943  | 30-11-1943 | 16-12-1944 | 16-7-1945 |
| I-14      | 18-5-1943 | 14-3-1944  | 14-3-1945  | 28-5-1946 |
| I-15      | 30-4-1943 | 12-4-1944  | ---        | ---       |